# Liste des communes de Rhénanie-du-Nord-Westphalie

Carte de la Rhénanie-du-Nord-Westphalie mettant en évidence son découpage communal. Les arrondissements sont indiquées en gris clair avec un épais liseré blanc, les villes-arrondissements en gris foncé.

Cet article recense les communes de la Rhénanie-du-Nord-Westphalie, en Allemagne.

## Statistiques
Au 1er janvier 2008, le Land de Rhénanie-du-Nord-Westphalie comprend 396 communes (Gemeinden en allemand) ou villes (Städte). Elles se répartissent de la sorte :
- 268 villes (Städte), dont :
  - 23 villes-arrondissements (kreisfreie Städte) ;
  - 35 grandes villes d'arrondissement (große kreisangehörige Städte), dont 7 ont le statut de grande ville (Großstädte) ;
  - 123 villes moyennes d'arrondissement (mittlere kreisangehörige Städte) ;
  - 87 autres villes d'arrondissement (kreisangehörige Städte) ;
- 128 autres communes d'arrondissement (kreisangehörige Gemeinden).

## Liste

### Villes-arrondissements
- Aix-la-Chapelle
- Bielefeld
- Bochum
- Bonn
- Bottrop
- Cologne
- Dortmund
- Duisbourg
- Düsseldorf
- Essen
- Gelsenkirchen
- Hagen
- Hamm
- Herne
- Krefeld
- Leverkusen
- Mönchengladbach
- Mülheim an der Ruhr
- Münster
- Oberhausen
- Remscheid
- Solingen
- Wuppertal

### Grandes villes d'arrondissement
- Arnsberg
- Bergheim
- Bergisch Gladbach (Großstadt)
- Bocholt
- Castrop-Rauxel
- Detmold
- Dinslaken
- Dormagen
- Dorsten
- Düren
- Gladbeck
- Grevenbroich
- Gütersloh
- Herford
- Herten
- Iserlohn
- Kerpen
- Lippstadt
- Lüdenscheid
- Lünen
- Marl
- Minden
- Moers (Großstadt)
- Neuss (Großstadt)
- Paderborn (Großstadt)
- Ratingen
- Recklinghausen (Großstadt)
- Rheine
- Siegen (Großstadt)
- Troisdorf
- Unna
- Velbert
- Viersen
- Wesel
- Witten

### Villes moyennes d'arrondissement
- Ahaus
- Ahlen
- Alsdorf
- Altena
- Bad Honnef
- Bad Oeynhausen
- Bad Salzuflen
- Baesweiler
- Beckum
- Bergkamen
- Borken
- Bornheim
- Brilon
- Brühl
- Bünde
- Clèves
- Coesfeld
- Datteln
- Delbrück
- Dülmen
- Emmerich am Rhein
- Emsdetten
- Ennepetal
- Erftstadt
- Erkelenz
- Erkrath
- Eschweiler
- Espelkamp
- Euskirchen
- Frechen
- Geilenkirchen
- Geldern
- Gevelsberg
- Goch
- Greven
- Gronau
- Gummersbach
- Haan
- Haltern am See
- Hamminkeln
- Hattingen
- Heiligenhaus
- Heinsberg
- Hemer
- Hennef
- Herdecke
- Herzogenrath
- Hilden
- Höxter
- Hückelhoven
- Hürth
- Ibbenbüren
- Juliers
- Kaarst
- Kamen
- Kamp-Lintfort
- Kempen
- Kevelaer
- Königswinter
- Korschenbroich
- Kreuztal
- Lage
- Langenfeld (Rheinland)
- Leichlingen
- Lemgo
- Lennestadt
- Lohmar
- Löhne
- Lübbecke
- Mechernich
- Meckenheim
- Meerbusch
- Menden
- Meschede
- Mettmann
- Monheim sur le Rhin
- Netphen
- Nettetal
- Neukirchen-Vluyn
- Niederkassel
- Oelde
- Oer-Erkenschwick
- Olpe
- Overath
- Petershagen
- Plettenberg
- Porta Westfalica
- Pulheim
- Radevormwald
- Rheda-Wiedenbrück
- Rheinbach
- Rheinberg
- Rietberg
- Rösrath
- Sankt Augustin
- Schloß Holte-Stukenbrock
- Schmallenberg
- Schwelm
- Schwerte
- Selm
- Siegburg
- Soest
- Sprockhövel
- Steinfurt
- Stolberg
- Sundern (Sauerland)
- Tönisvorst
- Voerde
- Waltrop
- Warendorf
- Warstein
- Wegberg
- Werdohl
- Werl
- Wermelskirchen
- Werne
- Wesseling
- Wetter
- Wiehl
- Willich
- Wipperfürth
- Wülfrath
- Würselen

### Villes et communes d'arrondissement
- Aldenhoven
- Alfter
- Alpen
- Altenbeken
- Altenberge
- Anröchte
- Ascheberg
- Attendorn (ville)
- Augustdorf
- Bad Berleburg (ville)
- Bad Driburg (ville)
- Bad Laasphe (ville)
- Bad Lippspringe (ville)
- Bad Münstereifel (ville)
- Bad Sassendorf
- Bad Wünnenberg (ville)
- Balve (ville)
- Barntrup (ville)
- Bedburg (ville)
- Bedburg-Hau
- Beelen
- Bergneustadt (ville)
- Bestwig
- Beverungen (ville)
- Billerbeck (ville)
- Blankenheim
- Blomberg (ville)
- Bönen
- Borchen
- Borgentreich (ville)
- Borgholzhausen (ville)
- Brakel (ville)
- Breckerfeld (ville)
- Brüggen
- Burbach
- Büren (ville)
- Burscheid (ville)
- Dahlem
- Dörentrup
- Drensteinfurt (ville)
- Drolshagen (ville)
- Eitorf
- Elsdorf (ville)
- Engelskirchen
- Enger (ville)
- Ennigerloh (ville)
- Ense
- Erndtebrück
- Erwitte (ville)
- Eslohe
- Everswinkel
- Extertal
- Finnentrop
- Freudenberg (ville)
- Fröndenberg/Ruhr (ville)
- Gangelt
- Gescher (ville)
- Geseke (ville)
- Grefrath
- Halle (Westf.) (ville)
- Hallenberg (ville)
- Halver (ville)
- Harsewinkel (ville)
- Havixbeck
- Heek
- Heiden
- Heimbach (ville)
- Hellenthal
- Herscheid
- Herzebrock-Clarholz
- Hiddenhausen
- Hilchenbach (ville)
- Hille
- Holzwickede
- Hopsten
- Horn-Bad Meinberg (ville)
- Hörstel (ville)
- Horstmar (ville)
- Hövelhof
- Hückeswagen (ville)
- Hüllhorst
- Hünxe
- Hürtgenwald
- Inden
- Isselburg (ville)
- Issum
- Jüchen
- Kalkar (ville)
- Kall
- Kalletal
- Kerken
- Kierspe (ville)
- Kirchhundem
- Kirchlengern
- Kranenburg
- Kreuzau
- Kürten
- Ladbergen
- Laer
- Langenberg
- Langerwehe
- Legden
- Lengerich (ville)
- Leopoldshöhe
- Lichtenau (ville)
- Lienen
- Lindlar
- Linnich (ville)
- Lippetal
- Lotte
- Lüdinghausen (ville)
- Lügde (ville)
- Marienheide
- Marienmünster (ville)
- Marsberg (ville)
- Medebach (ville)
- Meinerzhagen (ville)
- Merzenich
- Metelen
- Mettingen
- Möhnesee
- Montjoie (ville)
- Morsbach
- Much
- Nachrodt-Wiblingwerde
- Nettersheim
- Neuenkirchen
- Neuenrade (ville)
- Neunkirchen
- Neunkirchen-Seelscheid
- Nideggen (ville)
- Niederkrüchten
- Niederzier
- Nieheim (ville)
- Nordkirchen
- Nordwalde
- Nörvenich
- Nottuln
- Nümbrecht
- Ochtrup (ville)
- Odenthal
- Oerlinghausen (ville)
- Olfen (ville)
- Olsberg (ville)
- Ostbevern
- Preußisch Oldendorf (ville)
- Raesfeld
- Rahden (ville)
- Recke
- Rees (ville)
- Reichshof
- Reken
- Rhede (ville)
- Rheurdt
- Rödinghausen
- Roetgen
- Rommerskirchen
- Rosendahl
- Ruppichteroth
- Rüthen (ville)
- Saerbeck
- Salzkotten (ville)
- Sassenberg (ville)
- Schalksmühle
- Schermbeck
- Schieder-Schwalenberg (ville)
- Schlangen
- Schleiden (ville)
- Schöppingen
- Schwalmtal
- Selfkant
- Senden
- Sendenhorst (ville)
- Simmerath
- Sonsbeck
- Spenge (ville)
- Stadtlohn (ville)
- Steinhagen
- Steinheim (ville)
- Stemwede
- Straelen (ville)
- Südlohn
- Swisttal
- Tecklenburg (ville)
- Telgte (ville)
- Titz
- Übach-Palenberg (ville)
- Uedem
- Velen
- Verl
- Versmold (ville)
- Vettweiß
- Vlotho (ville)
- Vreden (ville)
- Wachtberg
- Wachtendonk
- Wadersloh
- Waldbröl (ville)
- Waldfeucht
- Warburg (ville)
- Wassenberg (ville)
- Weeze
- Weilerswist
- Welver
- Wenden
- Werther (Westf.) (ville)
- Westerkappeln
- Wettringen
- Wickede
- Willebadessen (ville)
- Wilnsdorf
- Windeck
- Winterberg (ville)
- Xanten (ville)
- Zülpich (ville)